# متیس (قمر)

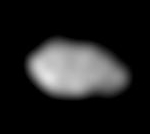
متیس (قمر)

مِتیس (قمر)(به انگلیسی: Metis)، یکی از قمرهای سیارهٔ مشتری است ابعاد آن ۶۰×۴۰×۳۴ کیلومتر، جرم آن ~۳٫۶×۱۰۱۶ کیلوگرم، نیم‌قطر بزرگ آن ۱۲۷ ۶۹۰ کیلومتر و دورهٔ مداری آن ۷ ساعت، ۴ دقیقه و ۲۹ ثانیه است. این ماه در سال ۱۹۷۹ کشف شد.